# Oumar Sylla
Oumar Sylla, né le 11 septembre 1988 à Dakar au Sénégal et mort le 26 janvier 2015 à Paris, est un footballeur franco-sénégalais qui joue au poste de défenseur ou milieu de terrain.

## Biographie

### US Quevilly (2006 - 2008)
Formé au sein du club, la carrière du joueur démarre à l'US Quevilly, alors en CFA, le quatrième échelon du football français.

### US Raon (2008 - 2011)
En 2008, il rejoint les Vosges en signant avec l'US Raon, en CFA, où il retrouve son ancien coach. 

### CSO Amnéville (2011 - 2013)
En 2011, le joueur est à l'essai au CSO Amnéville lors d'un match amical face au FC Swift Hesperange (victoire cinq buts à deux) et signe dans la foulée avec le club mosellan, lui aussi en CFA,.
Lors de la saison 2012-2013 en Coupe de France, le joueur retrouve son ancien club, s'inclinant sur le score de deux buts à un en 32es de finales de la compétition.

### F91 Dudelange (2013 - 2015)
Devenu un élément incontournable d'Amnéville, le joueur signe en 2013 un contrat avec le prestigieux club luxembourgeois du F91 Dudelange, alors vice-champion de BGL Ligue la saison précédente. 
À l'issue de sa première saison avec son nouveau club, il remporte le premier trophée de sa carrière en soulevant le trophée de BGL Ligue. Cette même saison, il termine finaliste de la Coupe du Luxembourg face au FC Differdange 03. 
En 2014-2015, il ne dispute que trois matchs en début de saison avant de mettre sa carrière de footballeur en suspens à la suite de la découverte d'un cancer du foie. Il décède le 26 janvier 2015 à Paris, en France, à la suite de cette maladie,,,.

## Palmarès
| F91 Dudelange (1) :                                                        |
| -------------------------------------------------------------------------- |
| - BGL Ligue (1) - Champion : 2014 - Coupe du Luxembourg - Finaliste : 2014 |